# چارلز پلومیر

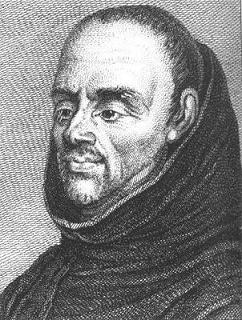
چارلز پلومیر

چارلز پلومیر (به فرانسوی: Charles Plumier)،(زاده ۲۰ آوریل ۱۶۴۶ -درگذشته ۲۰ نوامبر ۱۷۰۴)، گیاه‌شناس فرانسوی بود که سرده فرانگی پانی پلومریا به افتخار او نامگذاری شده است. پلومیر یکی از مهمترین کاشفان گیاه‌شناسی دوران خویش بود. او سه سفر اکتشافی گیاه‌شناسی به وست ایندیز داشت، که منجر به نوشتن کتاب برجسته گیاهان آمریکا در بین سالهای ۱۷۰۳ و ۱۷۰۴ و انتخاب او به عنوان گیاه‌شناس لوئی چهاردهم پادشاه فرانسه شد.